# Síndrome de Lowe
El  síndrome de Lowe o síndrome cerebro oculo renal (LS) es una enfermedad rara, con una muy baja prevalencia que causa alteraciones físicas y psíquicas en distinto grado. Esta enfermedad fue descrita por primera vez por e Charles Lowe..
El gen afectado es el OCRL que se encuentra en el cromosoma X reduciéndose la actividad de la inositol polifosfato 5 fosfatasa OCRL-1. Esta anomalía se diagnosticó, estudiando cultivos de fibroblastos de la piel de individuos afectados, los cuales, presentaban una reducción del 10% en los niveles de actividad de dicha enzima. Solamente los varones padecen esta enfermedad y, aunque la literatura recoge algún caso de Síndrome de Lowe en niñas, son muy pocos. Las madres de los niños con síndrome de Lowe suelen ser portadoras de la enfermedad, aunque también se dan mutaciones espontáneas durante el desarrollo embrionario. En la mayoría de las mujeres portadoras (95%) se pueden observar rasgos característicos de la enfermedad, si se observa el ojo en profundidad. Estas características suelen ser numerosas irregularidades puntiformes, lisas y de color blanquecino en la corteza del cristalino.
La penetrancia de la enfermedad es completa, con un fenotipo muy similar en todas las personas afectadas.

## Síntomas
Estos dependen de cada niño, siendo el nivel de afectación distinto entre unos y otros, aunque la mayoría muestra las siguientes alteraciones:
- Puede presentarse glaucoma.
- Cataratas en los ojos, descubiertas al recién nacer el niño o poco después.
- Convulsiones.
- Tono muscular flácido y desarrollo motor tardío (hipotonía).
- Problemas con los riñones que "gotean" (acidosis tubular renal).
- Retraso mental, que suele oscilar entre mediano a severo.
- Problemas severos de comportamiento (en algunos casos).
- Baja estatura.
- Tendencia a raquitismo, fracturas de huesos, escoliosis y problemas con las articulaciones.
- La esperanza de vida es de 30 a 40 años si no hay complicaciones.

## Tratamiento
No hay tratamiento para la enfermedad, en ocasiones se encuentran noticias en los medios de comunicación sobre las terapias genéticas, pero la realidad es que aún deben pasar años antes de poder curar la enfermedad. Por otro lado existen tratamientos sintomáticos que, administrados por profesionales cualificados, pueden mejorar mucho la calidad de vida del niño y de su familia.

## Diagnóstico
Se puede diagnosticar la enfermedad de diversas formas:
Medir la actividad de la inositol polifosfato 5-fosfatasa-1 OCRL a través de cultivoss de fibroblastos de la piel: Si presentan menos del 10% de la actividad normal, es muy probable que presente la enfermedad. Esta actividad no puede ser medida por muestras de sangre porque la enzima no está presente en los linfocitos. Este método no sirve para detectar a las mujeres portadoras ya que su actividad es normal.
Estudiar la presencia de la Low Molecular-Weight (LMW) proteinuria: Caracterizada por la excreción de proteínas como la  proteína de unión retinal y N-acetil glucosaminidasa. Si presenta el Síndrome de Lowe, LMW puede ser apreciada casi recién nacido.
Cariotipo: Se pueden observar translocaciones entre un autosoma X y un cromosoma con un punto de interrupción a través de la OCRL locus (Xq26.1).

## Prevención
No hay medidas de prevención. Se pueden hacer análisis genéticos a algunas familias que tienen un miembro con LS para detectar la presencia del gen en la madre o el feto y tomar así las decisiones pertinentes -i.e. abortar o no-. Ante una nueva gestación los profesionales recomiendan realizar un diagnóstico prenatal. En función de la situación de cada madre (que sea portadora o no) el genetista clínico recomendará un tipo u otro de analíticas.

## Epónimo
Fue nombrado por Charles Upton Lowe.